# Ailton Yude
Ailton Yude (Maputo, 19 de junio de 1997) es un futbolista mozambiqueño que juega en la demarcación de centrocampista para el Clube Ferroviário de Maputo del Campeonato mozambiqueño de fútbol.

## Selección nacional
Hizo su debut con la selección de fútbol de Mozambique el 13 de julio de 2022 en un encuentro de la Copa COSAFA 2022 contra Sudáfrica que finalizó con un resultado de empate a cero que se resolvió desde la tanda de penaltis por 4-5 a favor de Mozambique.

## Clubes
| Club                        | País       | Año       | Partidos | Goles |
| --------------------------- | ---------- | --------- | -------- | ----- |
| Liga Desportiva de Maputo   | Mozambique | 2016-2020 | 37       | 1     |
| Clube Ferroviário de Maputo | Mozambique | 2020-     | 23       | 1     |